# Telecafé
Telecafé es un canal de televisión regional abierta colombiano que cubre a los departamentos del Eje Cafetero como Caldas, Quindío y Risaralda. 
Emite 24 horas diarias de programación, la mayor parte de ella educativa y cultural. Transmite desde el Triángulo del Café, y cuenta con sus estudios en las ciudades de Manizales y Pereira y su planta transmisora en Armenia.

## Historia
Inició sus operaciones el 17 de octubre de 1992.

## Gerentes del canal
- Amanda Jaimes (2024-presente)